# Shankari Chandran
Shankari Chandran (1974/75)  es una novelista británico-australiana.  Ganó el premio Miles Franklin 2023 con su tercera novela, Chai Time at Cinnamon Gardens.

## Biografía
Chandran nació en Londres en 1974/75 y creció en Canberra. Sus padres eran refugiados tamiles de Sri Lanka. Estudió Derecho en la Universidad de Nueva Gales del Sur y luego trabajó como abogada de derechos humanos en Londres.
Su primera novela, Song of the Sun God, se publicó en Sri Lanka en enero de 2017 y fue finalista del Premio Literario Internacional de Dublín 2019. Fue publicada en Australia en noviembre de 2022 por Ultimo Press. Charithra Chandran recibió el papel protagonista en una adaptación en seis partes, también llamada Song of the Sun God.
Su segunda novela, The Barrier, se publicó en Australia en junio de 2017 y fue finalista del Premio Norma K. Hemming a una Obra Larga de ciencia ficción como «exploración de temas de raza, género, clase y sexualidad en la ciencia ficción producida en Australia o por ciudadanos australianos».
Siguió con Chai Time at Cinnamon Gardens en 2022. Ganó el Premio Miles Franklin 2023 y fue finalista a la mejor portada de ficción comercial en los Premios de Diseño de Libros de la Asociación Australiana de Editores 2023 por el diseño de Jessica Cruickshank.
Su cuarta novela, Safe Haven, fue publicada en mayo de 2024 por Ultimo Press.
Además de sus novelas, Chandran contribuyó con un capítulo a Another Australia: Twelve diverse writers reveal another Australia hidden behind, beneath and beside the country we think we know, y un ensayo, «An Archive for the Dispossessed», a la Griffith Review.

## Obras
- Chandran, Shankari (2017). Song of the Sun God. Colombo, Sri Lanka: Perera Hussein Publishing House. ISBN 978-9-55889-728-7.
- Chandran, Shankari (2017). The Barrier. Pan Macmillan Australia Pty Ltd. ISBN 978-1-925481-17-4.
- Chandran, Shankari (2022). Chai Time at Cinnamon Gardens. Ultimo Press. ISBN 978-1-76115-031-9.
- Chandran, Shankari (2024). Safe Haven. Ultimo Press. ISBN 978-1-76115-127-9.